# Nicaragua op de Olympische Zomerspelen 2016
Nicaragua nam deel aan de Olympische Zomerspelen 2016 in Rio de Janeiro, Brazilië. De selectie bestond uit zes atleten, actief in vier verschillende sporten – evenveel als in 2012. Schutter Rafael Lacayo droeg de Nicaraguaanse vlag tijdens de openingsceremonie. Sprinter Erick Rodríguez droeg de vlag bij de sluitingsceremonie. Nicaragua slaagde er in 2016 niet in haar eerste olympische medaille te winnen.

## Deelnemers en resultaten
(m) = mannen, (v) = vrouwen 

### Atletiek
| Olympiër           | Discipline | Resultaat | Prestatie                |
| ------------------ | ---------- | --------- | ------------------------ |
| Erick Rodríguez VS | 1500m (m)  | 37e       | serie 3: 15de in 4.00,30 |

### Gewichtheffen
| Olympiër         | Discipline | Resultaat | Prestatie                                                  |
| ---------------- | ---------- | --------- | ---------------------------------------------------------- |
| Scarleth Mercado | –53kg (v)  | 10e       | trekken: 11de met 66kg stoten: 10de met 89kg totaal: 155kg |

### Schietsport
| Olympiër         | Discipline           | Resultaat | Prestatie                                              |
| ---------------- | -------------------- | --------- | ------------------------------------------------------ |
| Rafael Lacayo VO | 10m luchtpistool (m) | 39e       | kwalificatie: 39ste met 569 punten (97-95-95-95-93-94) |

### Zwemmen
| Olympiër            | Discipline           | Resultaat | Prestatie                |
| ------------------- | -------------------- | --------- | ------------------------ |
| Miguel Mena         | 100m vrije slag (m)  | 55e       | serie 2: 5de in 53,40    |
|                     |                      |           |                          |
| Dalia Torrez Zamora | 100m vlinderslag (v) | 40e       | serie 2: 8ste in 1.05,81 |